# Horex VR6
Die Horex VR6 ist ein Motorrad, das von 2013 bis 2014 von der Horex GmbH in Augsburg und seit 2016 von der HOREX Motorcycles GmbH, einer Tochtergesellschaft der 3C-Carbon Group AG, gebaut wird.

## Geschichte

### Entwicklung

#### Die Horex GmbH
Am 15. Juni 2010 stellte die HOREX GmbH auf einer Pressekonferenz die HOREX VR6 vor und kündigte an, dieses Motorrad ab Ende 2011 zu produzieren. Das Design stammt vom deutschen Designer Peter Naumann.
Der Verkaufspreis der neuen Horex wurde bereits 2010 mit über 20.000 Euro angegeben.
Am 14. Januar 2011 kündigte die Horex GmbH an, dass das neue Motorrad nicht in Bad Homburg, sondern in Augsburg gebaut werde. Der Umzug des Unternehmens nach Augsburg erfolgte 2012. Der ursprüngliche Plan, den Motor durch einen Kompressor aufzuladen, wurde ebenso aufgegeben wie der Sekundärantrieb mit Zahnriemen.
Im April 2012 gab das Unternehmen die Verschiebung der Serienproduktion auf Ende Mai 2012 bekannt. Am 1. Juni 2012 meldete die Augsburger Allgemeine den Start der Auslieferung für Juni 2012; auch dieser Termin konnte nicht eingehalten werden. In Augsburg konnten pro Tag vier Maschinen von vier Monteuren hergestellt werden.
Anfang Dezember 2013 nahm Horex auch die Motorenfertigung, die bisher in Markdorf bei Weber Motor durchgeführt wurde, in Augsburg auf einer eigenen Produktionsstraße auf.
Wegen Zahlungsunfähigkeit stellte der Inhaber des Unternehmens, Clemens Neese, am 28. August 2014 beim Amtsgericht Augsburg den Antrag auf Eröffnung eines Insolvenzverfahrens, nachdem sich die Erwartungen hinsichtlich des Umsatzes offenbar nicht erfüllt hatten. Das Ziel des Insolvenzverwalters war ein „strukturierter Verkaufsprozess“ zum dauerhaften Erhalt des Geschäftsbetriebs.

#### Die HOREX Motorcycles GmbH
Seit 2015 wird die Marke in Landsberg am Lech von der 3C-Carbon Group AG weiter geführt. Die Horex VR6 wurde nach Übernahme deutlich überarbeitet, das Motorrad erhielt eine völlig neue Heckpartie, der Motor selbst, das Mapping der ECU und die Abgasanlage wurden stark modifiziert bzw. verbessert. Die Fahrwerkskomponenten stammen nun von Öhlins, durch den großflächigen Einsatz von Carbon und einer Lithium-Ionen-Starterbatterie konnte das Leergewicht deutlich reduziert werden.

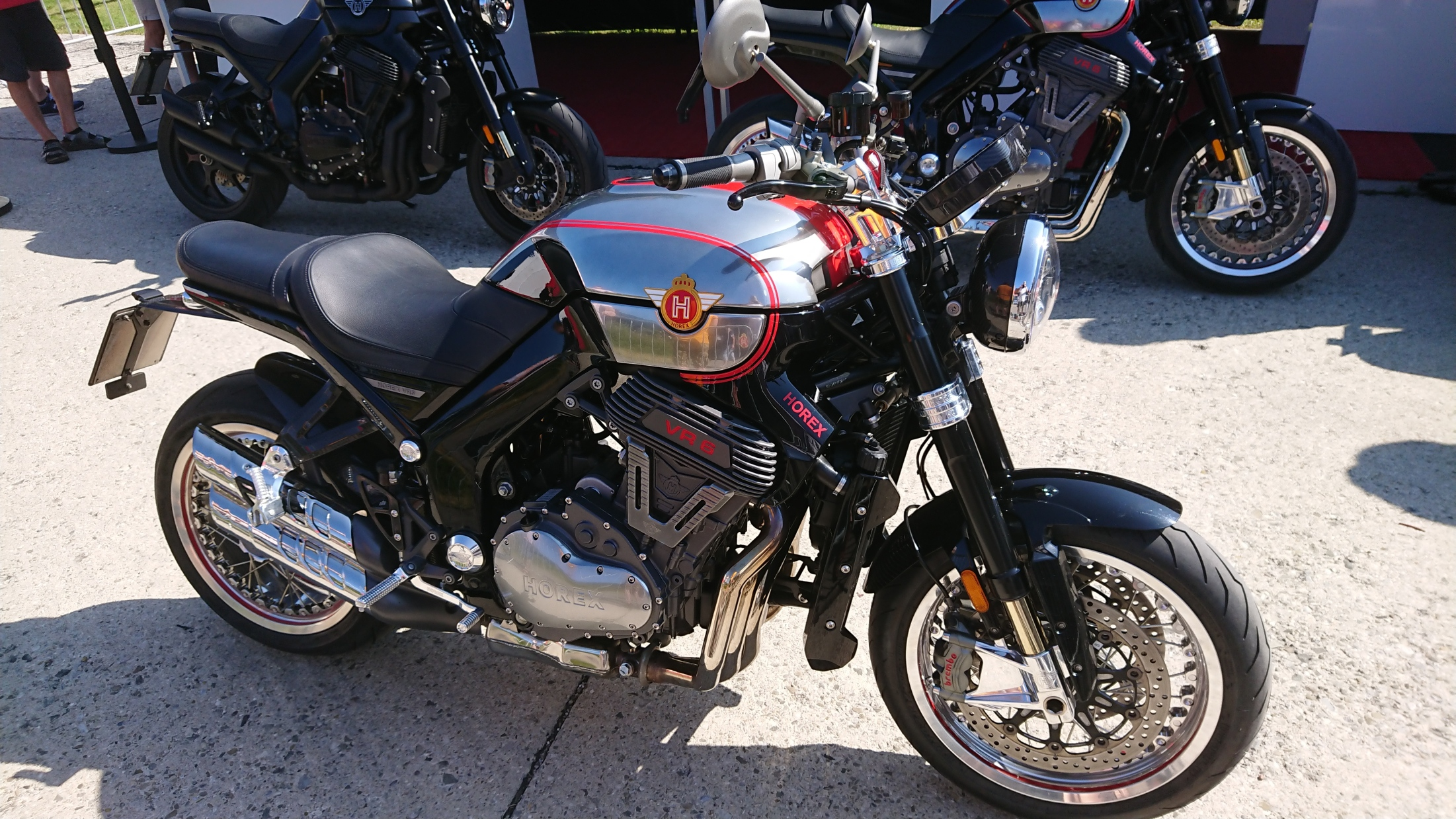
Motorrad Typ HOREX VR6, Modell Classic

### Vermarktung
Ende Juli 2012 stellte das Augsburger Unternehmen die ersten fahrbereiten Vorserien-Motorräder der Fachpresse vor, die Auslieferung erster Vorführmaschinen sollte noch im August beginnen. Anlässlich der Motorrad-Messe Intermot berichtete Pressesprecher Arnd von de Fenn Anfang Oktober 2012 von letzten Tests und kündigte eine Auslieferung an Kunden für die folgenden Monate an. Im November 2012 wurden die ersten Vertriebspartner mit Vorführmotorrädern beliefert.
Als einer der ersten Kunden holte der Fernsehkoch und Entertainer Horst Lichter am 20. März 2013 in der Horex Manufaktur in Augsburg seine neue VR6 Roadster ab.

## Technik

### Motor
Die Horex VR6 wird von einem Sechszylinder-VR-Motor mit einem Zylinderwinkel von 15° angetrieben. Der 1218-cm³-Dreiventil-Viertaktmotor hat eine Höchstleistung von 120 kW (163 PS), die Fahrgeschwindigkeit wird auf 250 km/h begrenzt (durch Abregelung der Motorleistung). Das VR-Konzept ermöglicht eine besonders kompakte Bauweise, die sich in der geringen Baubreite des Zylinderkopfes von nur ca. 430 mm zeigt. Eine Besonderheit stellen die einseitig schräg ausgebildeten Kolbenböden dar, sodass die unteren Grenzflächen aller Brennräume in einer Ebene liegen, alle Zylinder einen gemeinsamen Zylinderkopf haben können und bei radialer Anordnung der Ventile eine nahezu parallele Lage aller Einlasskanäle möglich wird; dadurch können die insgesamt 18 Ventile von drei obenliegenden Nockenwellen („TOHC“ – triple overhead camshaft) direkt betätigt werden. Die mittlere Nockenwelle betätigt insgesamt neun Ventile beider Zylinderbänke, die beiden außenliegenden sechs bzw. drei. Der 12,5:1 verdichtete Motor ist mit 68 mm Zylinderbohrung und 55 mm Kolbenhub im Interesse relativ niedriger Kolbengeschwindigkeiten kurzhubig ausgelegt. Das Motorrad beschleunigt in unter 10 Sekunden von 0 auf 200 km/h.

### Antrieb
Die Antriebskraft wird vom 6-Gang-Getriebe mittels Kette auf Hinterrad übertragen.

### Chassis / Fahrwerk
Der Brückenrahmen besteht aus Aluminium mit einem Lenkkopf aus Carbon (bis 2014 Stahl). Das Fahrwerk besteht vorn aus einer Upside-down-Teleskopgabel mit Ø 43 mm Tauchrohren von Öhlins und hinten aus einer Leichtmetall-Einarmschwinge mit Öhlins-Monofederbein. Bei der Bremsanlage kommen hochwertige Komponenten von Brembo zum Einsatz, das ABS stammt von Bosch. Die 17-Zoll-Speichenräder mit Leichtmetallfelgen stammen vom Zulieferer Kineo.
Der Kraftstofftank fasst 17 Liter, davon sind 4 Liter Reserve.

## Auszeichnungen
Für die Gestaltung der VR6 wurde Horex mit dem German Design Award 2013 in der „Kategorie Transportation and Public Space“ ausgezeichnet.

„Mit der neuen Horex VR6 ist die Wiederbelebung der Marke klassisch und modern zugleich gelöst worden, ein selbstbewusstes, sauber gestaltetes Statement, das emotional berührt.“

Die Horex VR6 Black Edition erhielt 2016 einen Red Dot Design Award.

„Auf überzeugende Weise kombiniert die Horex VR6 Black Edition klassische Gestaltungselemente mit zeitgemäßen Technologien und einer innovativen Leichtbauweise.“